# Vihti
Vihti (szw. Vichtis) – miasto w Finlandii w prowincji Finlandia Południowa. Około 27 361 mieszkańców.